# Kanako Ito
Pour les articles homonymes, voir Ito.
Kanako Ito (伊藤 香菜子, Ito Kanako), née le 20 juillet 1983, est une joueuse internationale de football japonaise.

## Biographie
Le 5 août 2001, elle fait ses débuts dans l'équipe nationale japonaise contre la Chine. Elle compte 13 sélections et 3 buts en équipe nationale du Japon de 2001 à 2012.

## Statistiques
Le tableau ci-dessous présente les statistiques de Kanako Ito en équipe nationale,
| Équipe du Japon | Équipe du Japon | Équipe du Japon |
| Année           | Matchs          | Buts            |
| --------------- | --------------- | --------------- |
| 2001            | 6               | 2               |
| 2002            | 3               | 0               |
| 2003            | 0               | 0               |
| 2004            | 0               | 0               |
| 2005            | 0               | 0               |
| 2006            | 0               | 0               |
| 2007            | 1               | 1               |
| 2008            | 0               | 0               |
| 2009            | 0               | 0               |
| 2010            | 0               | 0               |
| 2011            | 0               | 0               |
| 2012            | 3               | 0               |
| Total           | 13              | 3               |

## Palmarès
- Finaliste de la Coupe d'Asie 2001